# 2695 Christabel
2695 Christabel (1979 UE) là một tiểu hành tinh vành đai chính được phát hiện ngày 17 tháng 10 năm 1979 bởi Bowell, E. ở Flagstaff (AM).